# Ciacco

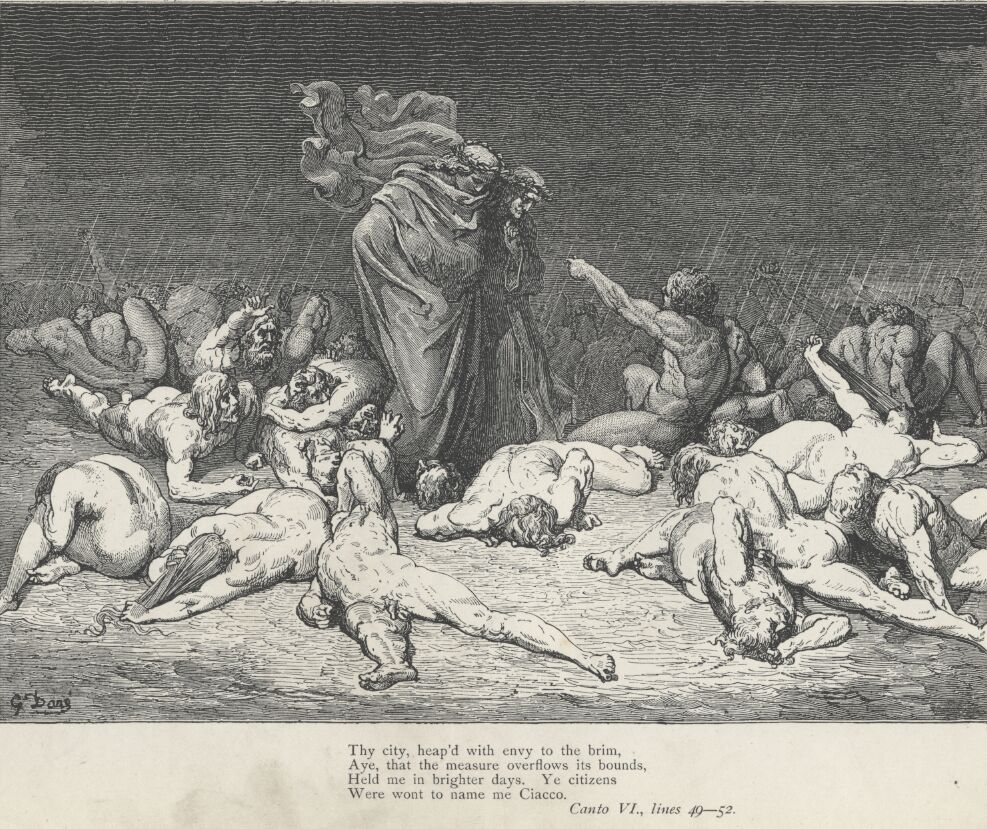
Dante rencontre Ciacco. Illustration de Gustave Doré.

Ciacco est l'un des personnages de la Divine Comédie (Chant VI de l'Enfer) de Dante Alighieri qui n'est pas encore bien défini par les historiens.

## Histoire

### Divine Comédie
C'est ainsi qu'il se présente à Dante quand il est en Enfer : 
(it)

« Voi cittadini mi chiamaste Ciacco:

per la dannosa colpa de la gola,

come tu vedi, a la pioggia mi fiacco. »

— Enfer - Chant VI, v. 52-54
(fr)

« Vous, citoyens, m’appeliez Ciacco :

à cause du grave péché de gourmandise,

je suis, comme tu le vois, brisé sous la pluie. »

— La Divine Comédie (trad. Lamennais)/ Chant VI, v. 52-54
Sa façon de se présenter nous permet d'interpréter le nom de Ciacco de différentes manières :
Francesco di Bartolo un des plus anciens commentateurs de la Divine Comédie, suggère que « Ciacco »  serait le nom d'un cochon, et il serait appelé ainsi pour sa gourmandise. Mais les chercheurs pensent aujourd'hui qu'il est plus probable que Ciacco soit un surnom pour Giacomo ou Iacopo, des noms communs de l'époque.
Les écrits de Dante permettent de penser que Ciacco était encore en vie quand le poète était né, donc on peut penser que ce soit un personnage de la génération antérieure à la sienne.
Cerbère laisse Dante interroger Ciacco sur les désordres que l'appétit provoque dans Florence et celui-ci repond : « Ta ville est pleine d'envie au point que le sac en déborde »  
Le personnage possède des traits grotesques. Son apparition soudaine, par ses brusques silences (e più non fe' parola... Più non ti dico e più non ti rispondo) « Je ne le dis et ne te réponds plus rien », sa façon de regarder Dante en cornette à la fin de l'épisode témoigne peut-être de l'effort de rester assis tandis que son destin le pousse vers le bas ou peut être parce qu'il est de nouveau assailli par la bestialité de son giron après avoir connu quelques minutes de lucidité qui lui avaient été accordés pour parler à Dante.

### Ciacco et Boccace
Giovanni Boccaccio fait de Ciacco son protagoniste dans le VIIIe  Roman du neuvième jour du Décaméron, le décrivant comme « un homme sans pareil qui ait jamais existé pour la gourmandise démesurée ... et étant, pour le reste, bien éduqué capable d'excellentes plaisanteries et joyeux ».
Toutefois, Boccace ne dit jamais le vrai nom de Ciacco et il est difficile de dire s'il avait des sources fiables pour ses écrits, mais ce nom n'avait jamais été trouvé dans la littérature.
Selon Vittorio Sermonti, un érudit qui s'est consacré à l'étude de la Comédie, l'hypothèse que ce Ciacco soit le poète Ciacco dell' Anguillara n'est pas vraie.

## Sources
- (it) Cet article est partiellement ou en totalité issu de l’article de Wikipédia en italien intitulé « Ciacco » (voir la liste des auteurs).